# دانشگاه سن خوزه-رکولتوس
دانشگاه سن خوزه-رکولتوس، که با نام اختصاری USJ-R یا نام کوتاه محاوره‌ای آن San Jose نیز شناخته می‌شود، یک مؤسسه تحقیقاتی خصوصی کاتولیک و مؤسسه آموزش عالی پایه و مختلط است که در شهر سبو ،فیلیپین اداره می‌شود. این دانشگاه در سال ۱۹۴۷ توسط آگوستینیان کالکتس تأسیس شد.